# Aranymellű asztrild

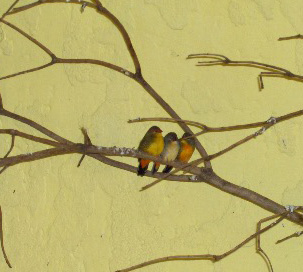

Az aranymellű asztrild (Amandava subflava) vagy (Sporaeginthus subflavus) a madarak osztályának a verébalakúak (Passeriformes) rendjébe, ezen belül a díszpintyfélék (Estrildidae) családjába tartozó faj.

## Rendszerezés
Egyes rendszerekben a Sporaeginthus nem egyetlen faja Sporaeginthus subflavus néven.

## Előfordulása
Afrikában a Szaharától délre honos, magas füvű szavannák lakója

## Alfajai
- Amandava subflava subflava (Vieillot, 1819)
- Amandava subflava miniatus (Heuglin)
- Amandava subflava clarkei (Shelley, 1903)
- Amandava subflava niethammeri (Wolters, 1960)

## Megjelenése
Testhossza 9–10 centiméter. A hímnak vörös szemcsíkja, narancsos melle van, a tojó barnás.
|  |

## Életmódja
A talajon kisebb csapatokban keresgéli magvakból és rovarokból álló táplálékát.

## Szaporodása
A fészkét a sűrű fűbe, vagy alacsony bokorra építi. A kotlási idő 12-14 nap.